# 東川崎駅
東川崎駅（ひがしかわさきえき）は、かつて福岡県田川郡川崎町（大字）東川崎2679番地に設置されていた、九州旅客鉄道（JR九州）上山田線の駅である。上山田線の廃止に伴い、1988年（昭和63年）9月1日に廃駅となった。

## 歴史
- 1966年（昭和41年）3月10日：日本国有鉄道（国鉄）の上山田線の駅として開業[1]。旅客のみを取り扱う駅員無配置駅[2]。
- 1987年（昭和62年）4月1日：国鉄分割民営化により、JR九州に承継される[1]。
- 1988年（昭和63年）9月1日：上山田線の全線廃止に伴い、廃駅となる[1]。

## 駅構造
単式ホーム1面1線を有する地上駅。ホーム上に上屋を設けていたが、駅舎は無かった。なお、当駅は開業当初から無人駅であった。

## 駅周辺
- 福岡県立川崎養護学校 (現・福岡県立川崎特別支援学校)
- 福岡県道67号田川桑野線
- 福岡県道423号川崎猪国線

## 隣の駅
九州旅客鉄道（JR九州）
上山田線
真崎駅 - 東川崎駅 - 豊前川崎駅